# Eurociné
Eurociné va ser una companyia cinematogràfica francesa dirigida per Marius Lesœur (encara que altres fonts citen a Marius Lesoeur com a fundador), conegut per les seves pel·lícules d'explotació. Entre els directors de la productora, podem citar l'espanyol Jesús Franco (de finals dels anys 60). Els actors són internacionals, ja que trobem tant l'actor suís Howard Vernon, l'actriu espanyola Lina Romay (companya de Jesús Franco), com anglosaxons com Richard Harrison, Al Cliver, Christopher Mitchum, Mark Hamill, Chuck Connors o Christopher Lee.
Eurociné va viure la seva època daurada des dels anys 60 fins a mitjans dels 80, abans de començar a decaure. Tanmateix, l'empresa continua publicant el seu catàleg de pel·lícules en VHS, després en DVD (també exportats). Eurociné és força representatiu d'una producció francesa de cinema bis que ara ha desaparegut. Christophe Bier li va dedicar el documental Eurociné 33 Champs-Elysées presentat a la Cinémathèque Française el de 23 març 2013, durant una vetllada especial.
La societat (572145092) es va dissoldre el 12 de gener de 2015 i es va cancel·lar el 30 de setembre de 2015.

## Alguns títols d’ Eurociné
- 1952: Zig et Puce sauvent Nénette
- 1952: La Femme à l'orchidée (Raymond Leboursier)
- 1955: M'sieur la Caille (André Pergament)
- 1956: Ce soir les souris dansent (Juan Fortuny)
- 1957: Pas de grisbi pour Ricardo (Henri Lepage)
- 1957: Les Délinquants (Juan Fortuny)
- 1959: Sursis pour un vivant (Ottorino Franco Bertolini i Víctor Merenda)
- 1960: La Nuit des suspectes (Victor Merenda)
- 1961: Le bourreau attendra (José Antonio de la Loma i Robert Vernay)
- 1962: Certains l'aiment noire (Jesús Franco)
- 1962: L'Horrible docteur Orloff (Jesús Franco)
- 1963: Chasse à l'homme (Victor Merenda)
- 1963: Le Jaguar (Jesús Franco)
- 1964: Les Maîtresses du docteur Jekyll (Jesús Franco)
- 1964: Agent 077, opération Jamaïque (Jesús Franco)
- 1968: Nathalie, l'amour s'éveille (Pierre Chevalier)
- 1970: Marchands de femmes (John Marin)
- 1970: 4 déserteurs (Pascual Cervera)
- 1971: Orloff et l'homme invisible (Pierre Chevalier)
- 1972: Zorro dans ses aventures galantes (Gilbert Roussel)
- 1973: Christina chez les morts vivants (Jesús Franco)
- 1973: Pigalle carrefour des illusions (Pierre Chevalier)
- 1973: Avortement clandestin ! (Pierre Chevalier)
- 1974: Hommes de joie pour femmes vicieuses (Pierre Chevalier)
- 1974: Convoi de femmes (Pierre Chevalier)
- 1974: Eugénie de Sade (Jesús Franco)
- 1974: La Maison des filles perdues (Pierre Chevalier)
- 1974: La Comtesse noire (Jesús Franco)
- 1975: Le Baiser du diable (Georges Gigo)
- 1975: Les Orgies du Golden Saloon (Gilbert Roussel)
- 1975: L'Éventreur de Notre-Dame (Jesús Franco)
- 1976: Une cage dorée (Jesús Franco)
- 1976: L'Homme à la tête coupée (Juan Fortuny)
- 1977: Helga, la louve de Stilberg (Alain Payet)
- 1977: Train spécial pour Hitler (Alain Payet)
- 1977: Elsa Fräulein SS (Patrice Rhomm)
- 1978: Nathalie dans l'enfer nazi (Alain Payet)
- 1978: Viol, la grande peur (Pierre Chevalier)
- 1979: Les Gardiennes du pénitencier (Alain Deruelle)
- 1979: La Guerre du pétrole (Luigi Batzella)
- 1980: La Pension des surdoués (Claude Plault ou Pierre Chevalier)
- 1980: Deux espionnes avec un petit slip à fleurs (Jesús Franco)
- 1980: Mondo cannibale III (Jesús Franco)
- 1981: L'Abîme des morts vivants (Jesús Franco)
- 1981: Le Lac des morts vivants (Julian de Laserna et Jean Rollin)
- 1981: Terreur cannibale (Alain Deruelle)
- 1982: La Chute de la maison Usher (Jesús Franco)
- 1982: Piège pour une femme seule (Olivier Mathaut)
- 1982: Cecilia
- 1983: Les Diamants du Kilimanjaro (Jesús Franco)
- 1984: Commando Panther (Pierre Chevalier)
- 1986: Les Amazones du temple d'or (Alain Payet)
- 1987: L'Ange de la mort (Andrea Bianchi)
- 1988: Dark Mission : Les Fleurs du mal (Jesús Franco)
- 1989: Le commissaire épate le FBI (TV, Edmond Tiborovsky)
- 1989: La Chute des aigles (Jesús Franco)